# FC Blau-Weiß Linz
Maillots
Le FC Blau-Weiß Linz est un club de football autrichien basé à Linz.
Il est le successeur moral de SK VÖEST Linz.

## Histoire
Malgré sa première place en 2.Liga autrichienne 2020-2021, le FC Blau-Weiß Linz n'a pas rempli toutes les conditions pour obtenir une licence d'accès à la première division, car son stade n'est pas adapté. 
Lors de la saison 2022-2023, il parvient à obtenir une 1ère place à 1 point d'écart avec le Grazer AK, qui lui permet d'obtenir une promotion en Bundesliga, qui est cette fois validée après la construction de son nouveau stade, le Hofmann Personal Stadion.

## Parcours
- 1997-2000 : 1. Landesliga Oberösterreich
- 2000-2007 : Regionalliga Mitte
- 2007-2008 : Oberösterreich-Liga
- 2008-         : Regionalliga Mitte
- 2016  : Promotion en deuxième division
- 2023  : Promotion en première division

## Palmarès
- Championnat d'Autriche de deuxième division
  - Champion : 2021 et 2023